# Sida cryphiopetala
Sida cryphiopetala är en malvaväxtart som beskrevs av Ferdinand von Mueller. Sida cryphiopetala ingår i släktet sammetsmalvor, och familjen malvaväxter. Inga underarter finns listade i Catalogue of Life.